# Орден Вітовта Великого
О́рден Ві́товта Вели́кого (лит. Vytauto Didžiojo ordinas) — вища державна нагорода Литовської Республіки.
Орден засновано 1 вересня 1930 року в пам'ять 500 роковин з дня смерті Великого князя Литовського Вітовта Великого.
Орден Вітовта Великого має п'ять основних ступенів, один спеціальний ступінь і медаль ордена.
Власне вищою державною нагородою Литовської Республіки є Орден Вітовта Великого із золотим ланцюгом.

## Історія
Орден було засновано 1930 року, як вищу нагороду Литовської Республики. Нагороду засновано на честь Великого князя Литовского Вітовта (лит. Vytautas). Він став третім за часом орденом заснованим в Литві.

### Статут ордена Вітовта Великого від 1 вересня 1930 року
|  |  |  |

У 1940 році, з початком першої окупації Литви радянськими військами та приєднання її до СРСР, нагороду було скасовано.

### Статут ордена Вітовта Великого від 12 вересня 1991 року
Верховна Рада Литовської Республіки 12 вересня 1991 законом «Про ордени, медалі та інші відзнаки» Nr.I-1799 відродила всі державні нагороди, що існували в Литві з 1 вересня 1930 року, крім медалі Первістків Війська.

## Положення про нагороду
|  | 24 стаття. Нагородження орденом Вітовта Великого Орден Вітовта Великого призначається главам Литовської та іноземних держав і громадянам за особливі заслуги перед Литовською державою. 25 стаття. Структура ордена Вітовта Великого 1. Орден Вітовта Великого має п'ять ступенів і додатковий ступінь — Орден із золотим ланцюгом. Він є вищий і нагорода Литовської держави. 2. Знаками ордена є: Орден із золотим ланцюгом, Великий хрест, Великий Командорський хрест, Командорський хрест, Офіцерський хрест і Лицарський хрест. 3. Орден із золотим ланцюгом складає: 1) ланцюг — зроблений з ланок, прикрашених мотивами подвійного хреста і стилізованої букви В (лит. V); обидва його кінця з'єднує центральна ланка, форма та орнаменти якої взяті з печатки Вітовта Великого; на цьому ланцюзі підвішується хрест ордена; 2) хрест — золотий, покритий білою емаллю, 50 мм величиною. На лицьовій стороні, на червоному щиті — стилізований вершник. Над щитом — велика княжа корона. На зворотній стороні — такий же щит, із стилізованою буквою В (лит. V) в середині. У кінцях перекладин хреста — роки правління Вітовта Великого «1392-1430». Над хрестом — золота королівська корона з трьома кришталевими каменями; 3) зірка — золота, дев'ятипроменева, 85 мм діаметром. В її середині, на червоній емалі — зменшений хрест ордена Вітовта Великого, з золотою короною вгорі; 4) стрічка — білого муару, 100 мм завширшки (для жінок — 65 мм завширшки), з двома помаранчевими смужками по краях. 4. Великий хрест ордена складає: 1) хрест — як ордена із золотим ланцюгом; 2) зірка — як ордена із золотим ланцюгом, срібна, з серединою синьої емалі; 3) стрічка — як стрічка ордена із золотим ланцюгом. 5. Великий Командорський хрест ордена складає: 1) хрест — як ордена із золотим ланцюгом; 2) зірка — як ордена із золотим ланцюгом, срібна, з серединою чорної емалі; 3) стрічка — як стрічка ордена із золотим ланцюгом, тільки 40 мм завширшки. 6. Командорський хрест ордена складає: 1) хрест — як ордена із золотим ланцюгом; 2) стрічка — як стрічка ордена із золотим ланцюгом, тільки 40 мм завширшки. 7. Офіцерський хрест ордена складає: 1) хрест — як ордена із золотим ланцюгом, тільки 42 мм величиною; 2) стрічка — як стрічка ордена із золотим ланцюгом, тільки 32 мм завширшки з розеткою. 8. Лицарський хрест ордена складає: 1) хрест — як ордена із золотим ланцюгом, тільки 42 мм величиною; 2) стрічка — як стрічка ордена із золотим ланцюгом, тільки 32 мм завширшки. |

## Елементи художнього оформлення знака ордена та зірки
Автор проекту ордену — художник Йонас Бурба (лит. Jonas Burba).

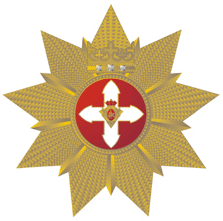
Зірка ордена з золотим ланцюгом
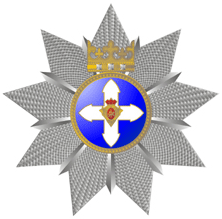
Зірка Великого хреста ордена
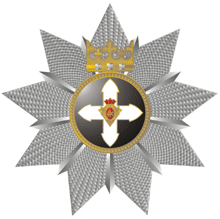
Зірка Великого командорського хреста ордена
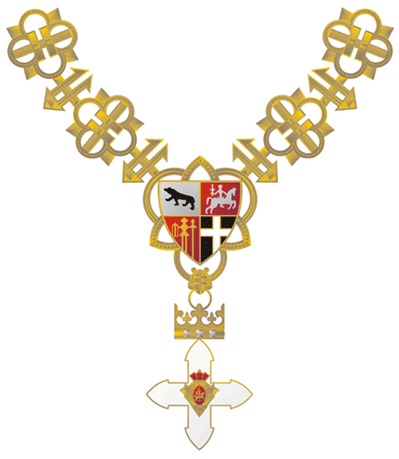
Фрагмент ланцюга — герби Київської, Вільнюсської, Тракайської і Волинської земель
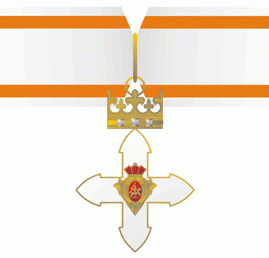
Знак ордена
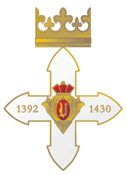
Зворотна сторона знака ордена
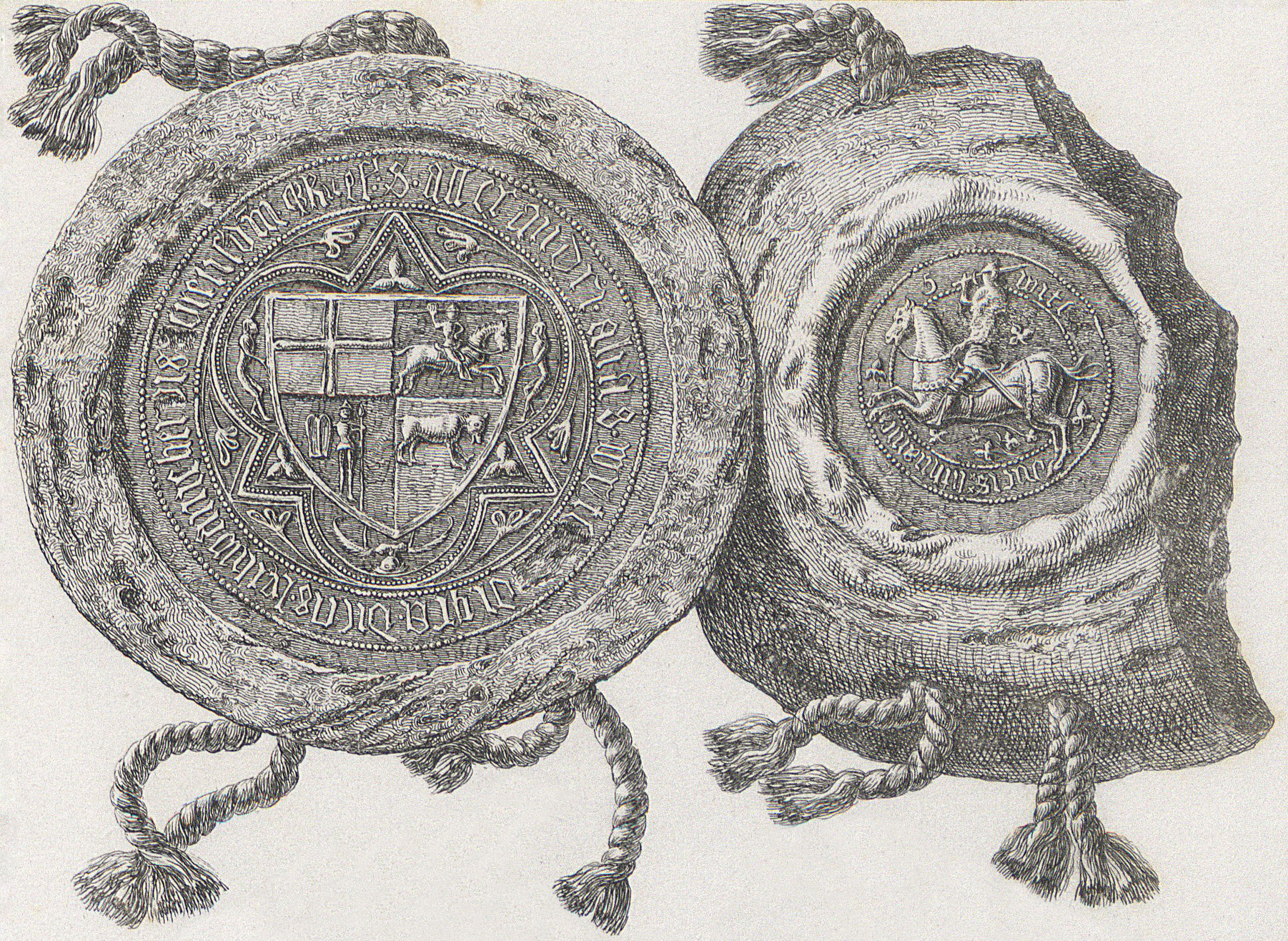
Печатка Вітовта Великого

## Знаки ордена
| Орден із золотим ланцюгом                   | Великий хрест                                       | Великий хрест, для нагородження жінок |
| ------------------------------------------- | --------------------------------------------------- | ------------------------------------- |
|                                             |                                                     |                                       |
|                                             |                                                     |                                       |
|                                             |                                                     |                                       |
| Великий командорський хрест                 | Великий командорський хрест, для нагородження жінок | Командорський хрест                   |
|                                             |                                                     |                                       |
|                                             |                                                     |                                       |
|                                             |                                                     |                                       |
| Командорський хрест, для нагородження жінок | Офіцерський хрест                                   | Лицарський хрест                      |
|                                             |                                                     |                                       |
|                                             |                                                     |                                       |
| Медаль ордена                               |                                                     |                                       |
|                                             |                                                     |                                       |
|                                             |                                                     |                                       |

## Нагородження орденом
База даних осіб, нагороджених орденом Вітовта Великого доступна на сторінці Президента Литовської Республіки.